# Puca picante
El puca picante (o puka picante) es un plato típico de la gastronomía peruana, particularmente de Ayacucho, donde se le considera su potaje principal.

## Descripción
El puca picante es un picante que se elabora con papa, maní tostado y molido, betarraga (que le da su color rojizo, puka 'rojo' en quechua) y aderezo peruano. Se le suele acompañar con arroz blanco y chicharrón de chancho. Una variante es la puka picante de cuy.

## Historia
Una variante primigenia, sin carne de cerdo o ingredientes europeos, fue consumido por los chancas en la época prehispánica.
El puca picante se consume durante la Semana Santa de Ayacucho. Tal es su importancia para la cultura ayacuchana, que en 2019 la Municipalidad Provincial de Huamanga, mediante Ordenanza Municipal Nº 59-2018, declaró cada 2 de febrero como Día del Puca Picante.